# Tasmin Archer
Tasmin Archer es una cantante inglesa de pop. Su primer álbum Great Expectations, contuvo el éxito «Sleeping Satellite», una canción filosófica que hablaba sobre los alunizajes y que alcanzó el #1 en el Reino Unido e Irlanda.

## Biografía
Archer nació el 3 de agosto de 1963 en Bradford. Primero trabajó como costurera y se unió a un grupo denominado "Dignity" como segunda vocalista. Más tarde, después de estudiar secretariado se convirtió en empleada en los juzgados de Leeds. Durante ese tiempo ayudó en un estudio de grabación en Bradford denominada «Flexible Response», y, posteriormente, comenzó a trabajar con músicos como John Hughes y John Beck. Archer firmó con EMI en 1990, y lanzó su primer sencillo Sleeping satellite en septiembre de 1992, el cual fue número uno en el Reino Unido. El álbum Great Expectations, fue lanzado en octubre (alcanzando el número 8). Posteriormente siguió lanzando discos y sencillos, que aunque entraron en el Top 40 en el Reino Unido, no alcanzaron el mismo nivel de éxito de su debut. En 1993, Archer ganó un BRIT Award en la categoría Best British Breakthrough Act. Sin embargo, más tarde bromeó que ella guardaba su premio en la parte posterior de su armario de cocina y dijo que lo usaba para romper y abrir nueces y tiernizar filetes.
Luego de un tiempo fuera de los escenarios, Archer reapareció en 1996 con su segundo álbum "Bloom". Sin embargo, el álbum (y su subsiguiente sencillo "One More Good Night With The Boys"), no hicieron ningún efecto en las listas británicas. A finales de 1997, los desacuerdos con EMI dejaron a Archer algo desilusionada y manifestó haberse sentido tratada como una mercancía. Decidió tomar un breve descanso de la industria musical. 
Durante ese tiempo, comenzó a plasmar su creatividad a través de otras artes como la pintura y la escultura. En el año 2002 se reunió con Hughes para terminar lo que sería su próximo álbum de estudio. ON fue lanzado en 2006 con el sencillo (sólo disponible a través de descarga digital) titulado Every Time I Want It (Effect is Monotony) a través de su propio sello discográfico Quivesdisc.

## Discografía

### Álbumes de estudio
- Great Expectations (1992) #8 UK, #56 AUS
- Bloom (1996) #95 UK
- Singer/Songwriter (2004)
- ON (2006)

### Sencillos
- 1992: Sleeping Satellite #1 UK, #32 US, #14 AUS
- 1993: In your care #16 UK
- 1993: Lords of the New Church #26 UK
- 1993: Arienne #30 UK
- 1993: Somebody's Daughter (lanzado sólo en Alemania)
- 1994: Shipbuilding (E.P.) #40 UK
- 1996: One More Good Night With The Boys #45 UK
- 1996: Sweet Little Truth #176 UK
- 2006: Every Time I Want It (Effect Is Monotony)